# Reazione di eliminazione
In chimica per reazione di eliminazione si intende una reazione chimica nella quale due gruppi sostituenti sono rimossi da una molecola o altra entità molecolare portando alla formazione di un doppio legame, un triplo legame o un anello.
Il caso di eliminazione con formazione di doppio legame può essere sintetizzato secondo il seguente schema:
```
 Z
 | |             \   /
—C—C— + BOH ——>   C=C  + H2O + BZ(gruppo uscente)
 | |             /   \
   H  
```

Le reazioni di eliminazione prevedono l'attacco di una base in posizione beta al gruppo uscente. Il substrato deve possedere qui un atomo o un gruppo di atomi (solitamente l'idrogeno) che può essere attaccato dalla base, lasciando indietro la sua coppia di elettroni che andrà a formare il doppio legame. Il substrato inoltre deve contenere un gruppo uscente in grado di staccarsi dalla molecola prendendo con sé la propria coppia di elettroni.
La base utilizzata solitamente è un anione fortemente basico (ione alcossido o idrossido); anche specie neutre possono agire formando lo stesso prodotto, seppur utilizzando un meccanismo differente. I substrati classici su cui si eseguono le reazioni di eliminazione sono quelli in cui è presente un ottimo gruppo uscente (debolmente basico ed un cattivo nucleofilo) quindi tosilati, triflati, mesilati e alogenuri alchilici.

## Meccanismi
Le reazioni di eliminazione possono seguire tre diversi meccanismi, denominati E2, E1 ed E1cb.

### E2
Le reazioni E2 sono quelle che avvengono grazie all'ausilio di una base forte, che sia anche di grandi dimensioni in modo da favorire l'attacco sulla periferia del substrato, e quindi sull'idrogeno. Esse sono concertate e in genere più veloci.
La velocità delle E2 è data da 
{\displaystyle v_{E2}=k[R-Z][Base]}

### E1
Le reazioni E1  prevedono invece la formazione di un intermedio carbocationico e si sviluppano in questo modo:
La velocità delle E1 è data da 
{\displaystyle v_{E1}=k[R-Z]}

### E1cb
Questo acronimo sta per eliminazione unimolecolare con base coniugata. In questo caso, l'intermedio di reazione invece di avere carica positiva possiede carica negativa: è dunque un anione. Questo meccanismo è preferito quando l'anione può essere facilmente stabilizzato da un gruppo che attira elettroni verso di sé. Un comune esempio è la condensazione aldolica, quando successivamente alla formazione del legame fra atomi di carbonio, una molecola di acqua viene eliminata per formare un composto carbonilico alfa-beta insaturo. In questo caso, la stabilizzazione è fornita dal gruppo carbonile adiacente.

## Appunti sulle reazioni di eliminazione E1 ed E2
La velocità di reazione è influenzata dalla reattività dell'alogeno, in particolare sono favoriti come gruppi uscenti lo iodio e il bromo. Il Fluoro non è un buon gruppo uscente.
C'è una certa competizione fra la Reazione di eliminazione e la Sostituzione nucleofila. Più precisamente, c'è una competizione fra il meccanismo di reazione E2 e la reazione SN2, oltre che E1 e la reazione SN1. Di solito la reazione di l'eliminazione rispetto alla sostituzione prevale (perché presente sempre in parte) solo in determinate circostanze, che in linea di massima possiamo riassumere in questa lista: 
- La specie che funge da Nucleofilo è debole.

- Aumenterebbe l'ingombro sterico dei sostituenti.
- Aumenta la basicità.
- C'è un aumento di temperatura del sistema.
- L'ingombro sterico della base aumenta.